# John Douglas Hazen

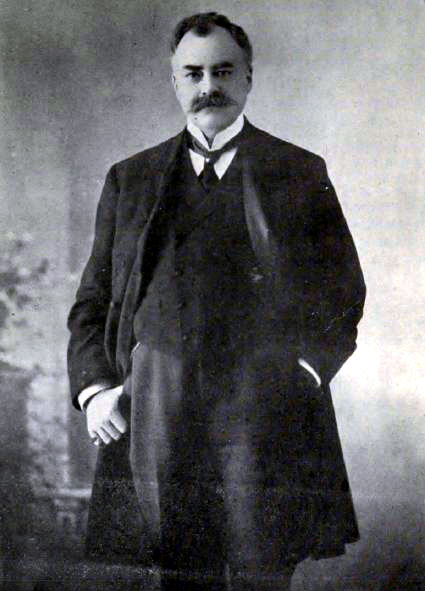
Sir John Douglas Hazen

The Hon Sir John Douglas Hazen, KCMG, PC (* 5. Juni 1860 in Oromocto, New Brunswick; † 27. Dezember 1937 in Saint John, New Brunswick) war ein kanadischer Rechtsanwalt und Politiker der Konservativen Partei Kanadas, der unter anderem von 1891 bis 1896 Mitglied des Unterhauses von Kanada sowie zwischen 1908 und 1911 Premierminister von New Brunswick war. Er war von 1911 bis 1917 erneut Mitglied des Unterhauses und fungierte im neunten kanadischen Kabinett zwischen 1911 und 1917 zudem als Marineminister sowie als Minister für Seefahrt und Fischerei. Danach bekleidete er von 1917 bis 1935 das Amt des Obersten Richters (Chief Justice of New Brunswick).

## Leben

### Unterhausmitglied, Oppositionsführer und Premierminister von New Brunswick
John Douglas Hazen war nach einem Studium der Rechtswissenschaften als Rechtsanwalt tätig. Sein politisches Engagement begann er in der Kommunalpolitik und war zwischen 1885 und 1888 erst Beigeordneter (Alderman) sowie im Anschluss von 1888 bis 1889 Bürgermeister von Fredericton, der Hauptstadt der Provinz New Brunswick. Bei der kanadischen Unterhauswahl am 5. März 1891 wurde er für die Konservative Partei Kanadas im Wahlkreis City and County of Saint John mit 4.824 Wählerstimmen erstmals zum Mitglied des Unterhauses von Kanada gewählt. Er war während dieser siebten Legislaturperiode Mitglied zahlreicher Ständiger Ausschüsse. Bei der darauf folgenden Unterhauswahl am 23. Juni 1896 erhielt er 3.733 Wählerstimmen, unterlag dem Gegenkandidaten Joseph John Tucker von Liberalen Partei Kanadas und verlor sein Mandat im Unterhaus. 1898 leistete er seinen Militärdienst als Zahlmeister des 3. Artillerieregiments von New Brunswick (3rd New Brunswick Regiment, Artillery). Am 18. Februar 1899 wurde er für die Progressive Conservative Party of New Brunswick im Wahlkreis Sunbury County erstmals zum Mitglied der Legislativversammlung von New Brunswick gewählt und gehörte dieser bis zum 10. Oktober 1911 an. Während dieser Zeit fungierte er zunächst vom 18. Februar 1899 bis zum 23. März 1908 als Oppositionsführer (Leader of the Opposition).
Bei der Wahl zur Legislativversammlung am 3. März 1908 erlitt die New Brunswick Liberal Association des bisherigen Premier Clifford William Robinson eine Niederlage und erreichte nur noch zwölf der 45	Mandate, während Hazens Progressive Conservative Party mit 31 Mandaten eine deutliche Mehrheit erhielt, und zwei weitere Sitze an parteilose Bewerber fielen. Daraufhin wurde Hazen am 24. März 1908 neuer Premierminister von New Brunswick und bekleidete dieses Amt bis zum 10. Oktober 1911, woraufhin sein Parteifreund James Kidd Flemming sein Nachfolger wurde. Während seiner Amtszeit als Premier übernahm er in seiner Regierung vom 24. März 1908 bis zum 10. Oktober 1911 auch das Amt als Generalstaatsanwalt (Attorney General).

### Rückkehr ins Unterhaus, Minister im Bundeskabinett undChief Justice of New Brunswick

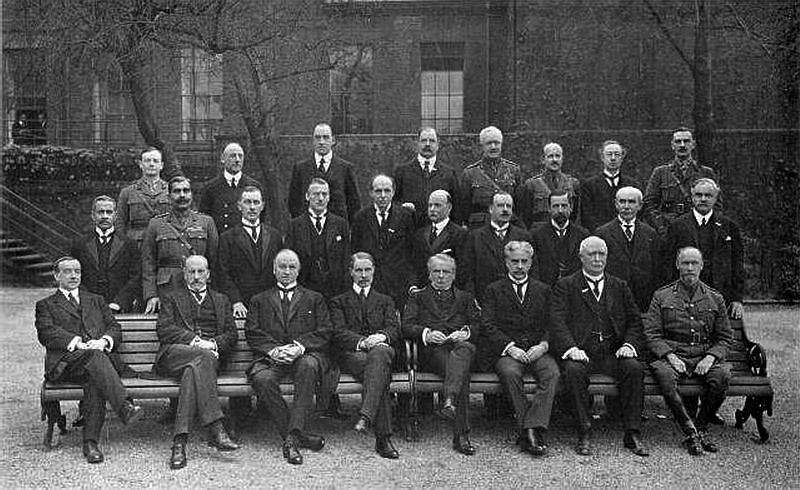
Das Imperial War Cabinet von 1917 mit John Douglas Hazen (Mittlere Reihe, rechts).

Am 10. Oktober 1911 wurde John D. Hazen als Marineminister sowie als Minister für Seefahrt und Fischerei in das neunte kanadische Kabinett von Premierminister Robert Borden berufen und gehörte diesem bis zum 11. Oktober 1917 an. Nach dem Mandatsverzicht seines Parteifreundes John Waterhouse Daniel am 17. Oktober 1911 wurde er ferner im Zuge der notwendigen Nachwahl (By-election) am 27. Oktober 1911 ohne Gegenkandidaten per Akklamation im Wahlkreis City and County of Saint John wieder zum Mitglied des Unterhauses gewählt und gehörte diesem bis zum 16. Dezember 1917 an. Während seiner Parlamentszugehörigkeit in dieser zwölften Legislaturperiode war er außerdem wieder Mitglied mehrerer Ständiger Ausschüsse sowie zeitweise Vorsitzender eines Sonderausschusses für die Pensionshöhen für verwundete Soldaten und zur Einrichtung eines ständigen Pensionsausschusses. Während des Ersten Weltkrieges war er 1917 Mitglied im sogenannten Imperial War Cabinet. Dieses war die Koordinierungsstelle des britischen Empire während des Krieges. Es trat in drei Sitzungen zusammen, die erste vom 20. März bis 2. Mai 1917, die zweite vom 11. Juni bis Ende Juli 1918 und die dritte vom 20. oder 25. November 1918 bis Anfang Januar 1919. Bestehend aus Vertretern aus Kanada, Australien, Britisch-Indien, dem Dominion Neufundland, Neuseeland, Südafrika und dem Vereinigten Königreich betrachtete das Imperiale Kriegskabinett viele Aspekte der Führung des Ersten Weltkriegs. Dies führte dazu, dass die Dominions des Vereinigten Königreichs als gleichwertiger mit Großbritannien angesehen wurden. Gleichzeitig mit dem Kabinett wurden die Imperialen Kriegskonferenzen von 1917 und 1918 abgehalten.
Nach seinem Ausscheiden aus Regierung und Unterhaus übernahm Hazen 1917 als Nachfolger von Ezekiel McLeod das Amt des Obersten Richters (Chief Justice of New Brunswick) und bekleidete dieses bis 1935, woraufhin John Babington Macaulay Baxter ihn ablöste. Für seine langjährigen Verdienste wurde er am 3. Juni 1918 im Rahmen der sogenannten „Birthday Honours“ von König Georg V. zum Knight Commander des  Order of St Michael and St George (KCMG) geschlagen, so dass er fortan den Namenszusatz „Sir“ führte. Neben seiner Tätigkeit als Oberster Richter war er vom 31. März 1921 bis 1927 auch Mitglied der Königlichen Kommission für Reparationsansprüche (Royal Commission on Reparation Claims).
Sein Sohn Douglas King Hazen (1885–1974) war von 1940 bis 1949 für die Progressiv-konservative Partei Kanadas ebenfalls Mitglied des Unterhauses von Kanada. Nach seinem Tode wurde er auf dem Fernhill Cemetery in Saint John beigesetzt. Der Sir Douglas Hazen Park in seinem Geburtsort Oromocto und die Sir Douglas Hazen Hall an der University of New Brunswick sind ihm zu Ehren benannt.

## Weblink
- The Hon. Sir John Douglas Hazen, P.C., M.P. Parlament von Kanada (englisch).